# Herochroma subochracea
Herochroma subochracea là một loài bướm đêm trong họ Geometridae.